# Уразбаев, Изтурган
Изтурган Уразбаев (каз. Ізтұрған Оразбаев; 1917 год, Форт-Александровский — дата и место смерти не известны) — капитан рыболовного сейнера «Муссон» рыболовецкого колхоза имени III Интернационала, гор. Форт-Шевченко Гурьевской области, Казахская ССР. Герой Социалистического Труда (1963).

## Биография
С 1933 по 1935 года — рыбак в рыболовецком колхозе «III Интернационал».
В 1936 году окончил курсы механиков моторных лодок в Гурьеве.
С 1941 по 1959 года — механик моторной станции, капитан сейнера «Бекташ». В годы Великой Отечественной войны участвовал в движении рыбаков Мангышлака по улову 350 центнеров рыбы для нужд фронта.
С 1959 года — капитан сейнера «Муссон» колхоза «III Интернационал».
Указом Президиума Верховного Совета СССР от 13 апреля 1963 года удостоен звания Героя Социалистического Труда с вручением ордена Ленина и золотой медали «Серп и Молот».